# Marek Chojnacki
Marek Stanisław Chojnacki (ur. 6 grudnia 1959 w Łodzi) – polski piłkarz, grający na pozycji obrońcy i trener piłkarski.

## Piłkarz
Chojnacki przez niemal całą karierę związany był z Łódzkim Klubem Sportowym. Występował ponadto w ÓFPF Ethnikós i Karkonoszach Jelenia Góra, gdzie w 1998 roku w wieku 39 lat zakończył karierę.
Był rekordzistą pod względem liczby meczów rozegranych w polskiej ekstraklasie – zaliczył ich 452 (wszystkie w barwach ŁKS). Ten rekord został w 2014 roku poprawiony przez Łukasza Surmę.

### Reprezentacja Polski
W 1978 roku Chojnacki zdobył z reprezentacją U-18 brązowy medal nieoficjalnych Mistrzostw Europy U-18. W następnym roku z reprezentacją U-20 zajął czwarte miejsce na młodzieżowych MŚ w Japonii. W 1981 roku zagrał 4 razy w reprezentacji Polski podczas tourneé w Japonii (występy te zostały mu zaliczone w 1997 wraz z aktualizacją listy oficjalnych meczów reprezentacji Polski przez PZPN).
| lp. | Data             | Miejsce   | Przeciwnik | Rezultat | Rozgrywki  | Grał   | Uwagi |
| --- | ---------------- | --------- | ---------- | -------- | ---------- | ------ | ----- |
| 1.  | 25 stycznia 1981 | Tokio     | Japonia    | 2-0      | towarzyski | 90'    |       |
| 2.  | 27 stycznia 1981 | Tokushima | Japonia    | 4-2      | towarzyski | do 45' |       |
| 3.  | 30 stycznia 1981 | Nagoya    | Japonia    | 4-1      | towarzyski | 90'    |       |
| 4.  | 1 lutego 1981    | Tokio     | Japonia    | 3-0      | towarzyski | do 45' |       |

## Trener
Od 6 maja 2006 prowadził drużynę ŁKS Łódź. 1 lutego 2007 rozwiązał umowę o pracę. Jednak powrócił na tę funkcję po namowach piłkarzy. Po zakończeniu sezonu Orange Ekstraklasa przestał być trenerem ŁKS-u. Przeniósł się do Pelikana Łowicz, pracował tam jako koordynator, żeby następnie objąć stanowisko trenerskie.
W grudniu 2007 roku zgodził się zostać trenerem ŁKS-u Łódź, i prowadził tę drużynę blisko przez rok. Pod koniec listopada 2008 roku został urlopowany, a jego miejsce na ławce trenerskiej zajął Grzegorz Wesołowski. W kwietniu 2009 objął stanowisko trenera Arki Gdynia. Po trzech porażkach w pierwszych trzech spotkaniach sezonu 2009/2010 podał się do dymisji. Następnie był trenerem Zagłębia Sosnowiec.
1 czerwca podpisał 2 letni kontrakt z ŁKS Łódź, który miał obowiązywać 2 lata. Jest to powrót po latach do klubu, w którym się wychował sportowo.
W 2011 roku Marek Chojnacki we współpracy z klubem sportowym Orzeł Łódź założył „Szkółkę Młodego Piłkarza”.
Od 2016 prowadzi kobiecy zespół UKS SMS Łódź, z którym w 2022 zdobył mistrzostwo polski.
Został odznaczony medalem 600-lecia Łodzi (2023).